# Barbara Ker-Seymer
Barbara Marcia Ker-Seymer (20 janvier 1905 - 25 mai 1993) est une photographe britannique et une figure de la société, considérée comme faisant partie du groupe désigné par la presse tabloïd comme « Bright Young People ».

## Jeunesse
Née à Kensington, elle est la deuxième fille d'Horace Vere Clay Ker-Seymer (ou Clay-Ker-Seymer ; son père est Harry Ernest Clay, fils de l'homme politique James Clay et frère du compositeur Frederic Clay  à des fins d'héritage du côté de sa mère, le nom de famille de Ker-Seymer a été ajouté), d'une famille de la noblesse terrienne de Hanford, Dorset  qui est quelque peu désargentée à cette époque, une situation principalement attribuable à la dépendance au jeu d'Horace, qui l'amène à gaspiller sa fortune - notamment la maison de la famille - et provoque l'éloignement de sa femme  Diana, la troisième fille de Walter Pennington Creyke, de Seamore Place, Park Lane. Une sœur cadette, Pauline, est née en 1906, mais est décédée l'année suivante. Au moment où Barbara quitte l'école, elle, sa mère et sa sœur aînée, Manon (née en 1903) vivent à West Kensington, qui est perçu à l'époque comme un endroit «où la respectabilité volée de la classe moyenne inférieure s'accroche à ses mornes avant-postes contre les bidonvilles ». Diana Ker-Seymer, dont les «préférences étaient lesbiennes», «se retirait périodiquement à l'étranger avec une petite amie», ce qui n'a rien fait pour stabiliser la vie de famille . Malgré la vision de sa mère de la famille comme «pauvre», du moins par rapport à la manière dont elle a été élevée, Barbara est néanmoins présentée à la cour comme une débutante, vêtue de manière coûteuse (notamment avec les plumes d'autruche habituelles), aux côtés de Meraud Guinness .

## Carrière
Après avoir quitté la Chelsea School of Art , une rencontre avec la photographe de société Olivia Wyndham amène Ker-Seymer à apprendre la photographie. Son travail évite l'artifice, visant plutôt à produire des images naturalistes, avec ses modèles détendus plutôt que posés, comme s'ils étaient "juste assis". Elle photographie Nancy Cunard, Raymond Mortimer, Frederick Ashton, Edward Burra, Gertrude Stein et Julia Strachey.
Elle ouvre son studio à Londres - au-dessus des bijoutiers Asprey - en 1931 et, à peu près à la même époque, produit pour Harper's Bazaar la série photographique "Footprints in the Sand" sur les écrivains émergents ; l'une de ses soutiens est Evelyn Waugh. Elle est une amie de l'artiste surréaliste John Banting, réussissant à tenir ses humeurs suicidaires à distance grâce à sa personnalité optimiste.
Avec le début de la Seconde Guerre mondiale et la dispersion de la scène d'avant-garde dans laquelle elle a opéré, ainsi que les changements d'attitude du public et la pénurie de fournitures photographiques, Ker-Seymer abandonne sa photographie pour travailler dans un studio de cinéma et passe la majorité de la guerre vivant dans la campagne anglaise reculée. Elle n'est jamais revenue à la photographie, ouvrant à la place l'une des premières laveries de Londres. Elle aime le travail et l'entreprise devient prospère, ce qui lui permet d'élever son fils en toute sécurité.

## Vie privée

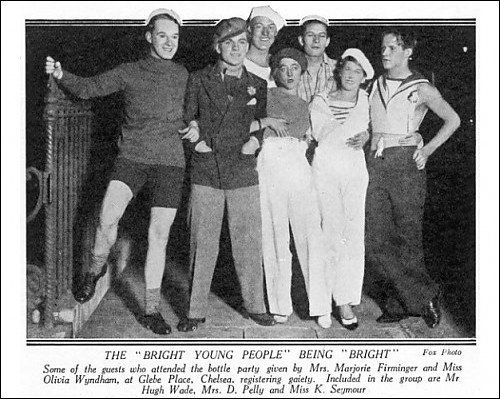
La soirée de Marjorie Firminger et Olivia Wyndham au Glebe Place.

Ker-Seymer se marie deux fois : d'abord, en juin 1941, à Humphrey Joseph Robinson Pease, de Yewden Manor, Henley-on-Thames, chercheur pour Mass-Observation  puis, en mars 1945, à John David Rhodes (décédé en 2007), avec qui elle a un fils, Max Humphrey Lionel Ewart Rhodes (plus tard Ker-Seymer), né en 1947. Ils divorcent en 1955. Elle est décédée le 25 mai 1993.